# 迪基·巴列特
迪基·巴列特（英語：Dicky Barrett，1964年6月22日—）是美國的一位歌手斯卡龐克（Ska punk）歌手，也是美國廣播公司（ABC）節目吉米夜現場的主持人之一。他也擁有自己的廣播節目。

## 外部連結
- Dicky Barrett在互联网电影资料库（IMDb）上的資料（英文）
- An old Interview with Barrett （页面存档备份，存于）